# Ситно Донє
Ситно Донє (хорв. Sitno Donje) — населений пункт у Хорватії, в Шибеницько-Книнській жупанії у складі міста Шибеник.

## Населення
Населення за даними перепису 2011 року становило 561 осіб.
Динаміка чисельності населення поселення:

## Клімат
Середня річна температура становить 13,93 °C, середня максимальна – 29,20 °C, а середня мінімальна – -0,53 °C. Середня річна кількість опадів – 795 мм.
| Клімат поселення                              | Клімат поселення | Клімат поселення | Клімат поселення | Клімат поселення | Клімат поселення | Клімат поселення | Клімат поселення | Клімат поселення | Клімат поселення | Клімат поселення | Клімат поселення | Клімат поселення | Клімат поселення |
| Показник                                      | Січ.             | Лют.             | Бер.             | Квіт.            | Трав.            | Черв.            | Лип.             | Серп.            | Вер.             | Жовт.            | Лист.            | Груд.            |                  |
| Середній максимум, °C                         | 9,70             | 10,68            | 13,82            | 17,38            | 22,40            | 26,32            | 29,20            | 28,90            | 24,08            | 19,35            | 13,87            | 10,67            |                  |
| Середня температура, °C                       | 4,58             | 5,56             | 8,71             | 12,26            | 17,28            | 21,20            | 24,45            | 24,14            | 19,31            | 14,59            | 9,11             | 5,92             |                  |
| Середній мінімум, °C                          | −0,53            | 0,44             | 3,60             | 7,15             | 12,16            | 16,09            | 19,70            | 19,40            | 14,56            | 9,84             | 4,36             | 1,16             |                  |
| Норма опадів, мм                              | 69               | 60               | 66               | 71               | 56               | 54               | 33               | 47               | 73               | 84               | 99               | 83               |                  |
| Середньомісячна швидкість вітру, м/с          | 2.40             | 2.62             | 2.80             | 2.70             | 2.40             | 2.14             | 2.19             | 2.01             | 2.20             | 2.26             | 2.71             | 2.65             |                  |
| Середньомісячна сонячна радіація, кДж/м²·день | 5425             | 8196             | 11861            | 16368            | 20347            | 22878            | 24384            | 21435            | 16082            | 10394            | 5828             | 4609             |                  |
| --------------------------------------------- | ---------------- | ---------------- | ---------------- | ---------------- | ---------------- | ---------------- | ---------------- | ---------------- | ---------------- | ---------------- | ---------------- | ---------------- | ---------------- |
| Джерело:                                      |                  |                  |                  |                  |                  |                  |                  |                  |                  |                  |                  |                  |                  |